# Абд ар-Раззак аль-Кашани
Камал ад-дин Абд ар-Разза́к ибн А́хмад аль-Кашани (араб. عبد الرزاق الكاشاني‎; ? — около 1329, 1330 или 23 августа 1335, Кашан, Иран) — арабский богослов, суфий.

## Биография
Его полное имя: Джамалу-д-дин Абду-р-Раззак ибн Ахмад Камалу-д-дин ибн Абу-ль-Ганаим Мухаммад аль-Кашани. Подробностей о его жизни почти не сохранилось. Жил в Персии. Известен как мыслитель и комментатор. Комментировал труды «Шарх-и Фусус», «Шарх-и Маназил ас-Сайирин ходжа», «Маназиль ас-Саирин» Абдаллаха Ансари, «Фусус аль Хикам» и другие труды. По его мнению, понятие «созерцание» в истинном смысле может быть применено только к созерцанию сущности, но допустимо и его употребление по отношению к созерцанию атрибутов. Занимался также изучением вопроса святого духа в суфизме.
Сочинения: «Латаиф ал-а’лам», «Маназил ас-сайирин», «Истилаха ас-суфийа» — словарь суфийских терминов, «Тавил’ат аль-Куран» к Корану и другие работы. Возможно, что именно он, а не Ибн Араби, был автором труда «ат-Тафсир».